# Luís Fabiano
Luís Fabiano Clemente (1980. november 8. Campinas, São Paulo) brazil labdarúgó, a brazil Vasco da Gama játékosa. A brazil válogatott tagjaként megnyerte a 2004-es Copa Américát. Nagyapja, Benedito Clemente is labdarúgó volt.

## Pályafutása
Korábban kétszer is játszott a brazil São Paulo-ban, majd megjárta Franciaországot, egy évig a Rennes játékosa volt. 2004-ben a São Paulo-tól a portugál FC Porto-hoz igazolt 10 millió euróért, de egy kevésbé jól sikerült szezon után a spanyol Sevillához csatlakozott.
2005-ben fegyveresek elrabolták az édesanyját Campinas-ban, és csak 61 nappal később szabadította ki a rendőrség.
2006. május 10-én gólt fejelt a Middlesbrough elleni 2006-os UEFA-kupa-döntőben, amit csapata 4–0-ra megnyert, elhódítva ezzel a trófeát. A 2007–08-as szezonban a spanyol bajnokság második legtöbb gólt szerző játékosa lett 24 góllal Daniel Güiza mögött, aki 27 góllal lett a gólkirály.

## Statisztika
2008. május 12.-i adatok alapján
| Csapat  | Szezon   | Bajnokság | Bajnokság | Kupa    | Kupa  | UEFA    | UEFA  | Összesen | Összesen |
| Csapat  | Szezon   | Meccsek   | Gólok     | Meccsek | Gólok | Meccsek | Gólok | Meccsek  | Gólok    |
| ------- | -------- | --------- | --------- | ------- | ----- | ------- | ----- | -------- | -------- |
| Sevilla | 2005–06  | 23        | 5         | 2       | 0     | 12      | 2     | 37       | 7        |
| Sevilla | 2006–07  | 26        | 10        | 3       | 1     | 9       | 4     | 38       | 15       |
| Sevilla | 2007–08  | 30        | 24        | 4       | 2     | 10      | 8     | 44       | 34       |
| Sevilla | Összesen | 79        | 39        | 9       | 3     | 31      | 14    | 119      | 56       |

## Sikerei, díjai
São Paulo
- Torneio Rio-São Paulo – 2001

Porto
- Interkontinentális kupa – 2004

Sevilla
- UEFA-kupa – 2006, 2007
- UEFA-szuperkupa – 2006
- Spanyol labdarúgókupa – 2007
- Spanyol labdarúgó-szuperkupa – 2007

Válogatott
- Copa América – 2004

Egyénileg
- Bola de Prata (Brazil ezüstlabda) – 2003
- Brazil élvonalbeli gólkirály – 2002
- Campeonato Paulista gólkirály  – 2003
- Copa Libertadores gólkirály – 2004